# Radijski oder
Radijski oder  je slovenska dramska skupina, ki je nastala v Trstu takoj po drugi svetovni vojni, na pobudo prof. Jožeta Peterlina. Takrat so bili Slovenci, ki so po prvi svetovni vojni ostali v mejah Kraljevine Italije, več kot dvajset let brez lastnih šol in s prepovedjo uporabe lastnega jezika, saj je fašizem ukinil vsa slovenska prosvetna, kulturna in športna društva ter slovenski tisk. Zavezniška vojaška uprava v Trstu je leta 1946 dovolila Slovencem, da imajo lastne programe po radiju in je ustanovila postajo Radio Trst 2 (kasneje se je preimenovala v Radio Trst A), kjer je režiser in igralec Jože Peterlin pripravljal programe, a si je kot glavni cilj zadal nalogo, da poslušalcem posreduje lepo kultivirano slovensko besedo, zato je zasnoval radijsko igralsko skupino. Prvo radijsko igro Radijskega odra so predvajali 17. julija 1946 v živo.

## Delovanje Radijskega odra
Radijski oder neprekinjeno deluje skoraj 80 let, saj je skupina še vedno dejavna. Seveda so se tehnične možnosti snemanja med leti spreminjale, skupina pa je vedno skušala ostati v koraku s časom. Delovanje je neločljivo povezano z Radiem Trst A, saj so vse radijske igre snemali za to postajo, najprej v prostorih tržaške radijske postaje (sprva na trgu Oberdan, nato v današnjem sedežu na ul. Fabio Severo 7), a v osemdesetih letih prejšnjega stoletja je državna ustanova RAI spremenila lastni pravilnik in zahtevala, da Radijski oder neha snemati v njihovih prostorih. Skupina je zato svoja snemanja prenesla v snemalni studio najprej v Ulici Castaldi, nato pa je ustanovila in opremila lasten studio, ki mu je nadela ime Studio Trak in ima svoje prostore na ul. Donizetti, 3 v Trstu, kjer deluje še danes. Od leta 1992 so prešli na digitalizirano snemanje.

## Igralski ansambel
Igralci pred mikrofonom imajo seveda čisto drugačen način nastopanja kot odrski igralci. Zato se morajo igralci Radijskega odra izučiti v pravorečju, jasni in lepi dikciji, le z glasom lahko izrazijo različne občutke in razpoloženja, nastop mora biti čim bolj sproščen. Za vse to so se trudili številni izvedenci za govor in režiserji, bodisi iz Slovenije kot iz zamejstva. S skupino je doslej sodelovalo približno 300 igralcev, mnogo pa je bilo tudi režiserjev in tonskih mojstrov. Skupina je polprofesionalna, saj marsikateri član Radijskega odra nastopa in igra le občasno ob drugi službi, vse produkcije pa ciljajo na čim boljšo kvaliteto.

## Predsedniki Radijskega odra
Za delo in uspešnost skupine so bili poleg igralcev, režiserjev, dramaturgov in tehnikov zelo pomembni predsedniki skupine, saj ta funkcija zahteva mnogo odgovornosti in požrtvovalnosti.
- Slavko Rebec od 1946 do 1955
- Livij Valenčič od 1955 do 1958
- Drago Štoka od 1958 do 1962
- Stana Kopitar od 1962 do 1982
- Matejka Peterlin Maver od 1982 do 1983
- Maks Šah od 1983 do 1988
- Marijan Kravos od 1988 do 1998
- Lučka Peterlin Susič od 1998 do 2001
- Marjan Jevnikar od 2001 do 2016
- Maja Lapornik od 2016 do 2022
- Manica Maver od 2022 ...

## Ponudba Radijskega odra danes
Radijski oder razen snemanja radijskih iger (a tudi bralnih romanov, dokumentarnih oddaj) sinhronizira risanke za otroke.
Vsako leto tudi prireja Gledališki vrtiljak Lučka v Trstu (v obliki abonmajske sezone ponuja kvalitetne slovenske gledališke predstave za otroke in njihove starše).
Vsako leto daje otrokom možnost, da se vpišejo na Malo gledališko šolo Matejke Peterlin, to je poletni gledališki tečaj, kjer v tednu celodnevne vadbe pod vodstvom igralcev in režiserjev Radijskega odra postavijo na oder pravo gledališko predstavo.
Že mnogo let (od leta 2017) prireja Radijski oder Večere zvočnega gledališča na Repentabru pri Trstu, kjer lahko poslušalci v krasnem naravnem okolju prisluhnejo izbranim slušnim predstavam.
Radijski oder redno organizira tudi tečaje lepe govorice, bodisi za odrasle kot za otroke, in so namenjeni vsem, ki želijo izboljšati svoj govor in govorni nastop. Udeleženci se učijo osnov dobrega govornega nastopanja v slovenskem zbornem jeziku: pravorečja, rabe primerne intonacije, smiselnih stavčnih poudarkov, primerne hitrosti in glasnosti, jasne artikulacije in še marsičesa.
Večkrat je Radijski oder (zadnjič leta 2024) razpisal nagradni natečaj za izvirno radijsko igro, katerega se udeležujejo pisci bodisi iz Slovenije kot iz zamejstva, nagrajena in priporočena dela nato snemajo in vrtijo po valovih Radia Trst A.